# Pierre Le Brun
Pour les articles homonymes, voir Lebrun et Le Brun.
Pierre Le Brun ou Lebrun, né à Brignoles le 11 juin 1661 et mort à Paris le 6 janvier 1729, est un prêtre oratorien français, historien de la liturgie et professeur de philosophie et de théologie.

## Biographie
Entré le 11 mars 1678 à l’âge de dix-sept ans dans la congrégation des prêtres de l'Oratoire, il est ordonné prêtre à Fréjus en septembre 1684[réf. nécessaire], et envoyé d’abord au collège de Toulon pour y enseigner la philosophie, puis en 1687 et 1688 au séminaire du cardinal Le Camus à Grenoble pour la théologie. 
Il donne ensuite, à partir du 15 juin 1690 et durant treize années, des cours sur l'Écriture sainte, les Conciles et l'Histoire ecclésiastique au séminaire Saint-Magloire de Paris.
S’étant consacré à l'étude de la liturgie, il publie en 1716 l'Explication littérale historique et dogmatique des prières et des cérémonies de la Messe en un volume qu'il complète en 1726 par trois autres tomes qui contiennent quinze dissertations historiques et dogmatiques sur les liturgies de toutes les églises du monde chrétien.
En étudiant un sacramentaire, celui-ci trouva en 1716 définitivement les textes issus du pape Gélase Ier dans ce document. La dénomination sacramentaire gélasien de ce prêtre est désormais acceptée.
Il meurt d’une fluxion de poitrine le 6 janvier 1729 à l’âge de 67 ans, léguant ses manuscrits liturgiques au séminaire de Saint-Magloire.

## Œuvres
Interrogé dans une lettre du 8 juin 1689 par le cardinal Le Camus sur l’usage alors pratiqué en Dauphiné de sonder les sols au moyen de baguettes, il écrivit une dissertation intitulée Lettres qui découvrent l’illusion des philosophes sur la baguette et qui détruisent leurs systèmes, qui déclencha une polémique avec l’auteur d’une lettre parue en mars 1693 dans le Mercure de France en faveur de la baguette, M. de Comiers, surnommé l’aveugle d’Embrun, qui, se croyant personnellement attaqué, injuria à plusieurs reprises le Père Le Brun.
- Lettres qui découvrent l'illusion des philosophes sur la baguette, et qui détruisent leurs systèmes, Paris, J. Boudot, 1693

Par deux discours prononcés au séminaire de Saint-Magloire les 26 avril, 3 et 7 mai 1694 à la demande de l’archevêque de Paris, Mgr de Harlay, il réfuta un écrit en faveur de la Comédie par M. Boursault dont l’impression avait été permise par le Père Caffaro. L’ouvrage ayant eu un grand succès, il fut revu et réédité plusieurs fois. Le Père Caffaro se rétracta devant les réfutations du Père Le Brun ainsi que de Bossuet.
- Discours sur la comédie : Où l'on voit la réponse au théologien qui la défend, avec l'histoire du théâtre et les sentiments des docteurs de l'Église depuis le premier siècle jusqu'à présent, Paris, L. Guérin et J. Boudot, 1694 (lire en ligne)
- Essai de la concordance des temps : Avec des tables pour la concordance des ères et des époques, 1700 (lire en ligne) (inachevé[2])
- Histoire critique des pratiques superstitieuses qui ont séduit les peuples et embarrassé les sçavans, avec la méthode... pour discerner les effets naturels d'avec ceux qui ne le sont pas, Rouen, G. Behourt, 1702 (lire en ligne)

Engagé par l’abbé Bignon à écrire sur les liturgies, le Père Le Brun n’eut toutefois le temps de publier que quatre des dix-huit volumes qu’il escomptait écrire sur cette matière :
- Explication littérale historique et dogmatique des prières et des cérémonies de la Messe, suivant les anciens auteurs et les monumens de toutes les Églises du monde chrétien : tome I paru en 1716, tomes II à IV en 1726
- Manuel pour la Messe, 1718
- Défense de l’ancien sentiment sur la forme de la consécration de l’Eucharistie, Delaulne, 1727